# Elisabeth (voornaam)
Elisabeth of Elizabeth is een Hebreeuwse voornaam voor een meisje.
In het Hebreeuws is Elisabeth "Elisjewa" (אלישבע), hetgeen betekent "God heeft gezworen", "God is mijn eed" of "God is degene bij wie ik zweer". In de Bijbel komt de naam Elisabeth eenmaal voor: de vrouw van Zacharia heet Elisabet, zij is de moeder van Johannes de Doper. De eerste vermelding van een vernoeming in het Nederlands dateert van 1185. In Nederland is de naam Elisabeth historisch gezien meer populair onder de rooms-katholieken, terwijl Elizabeth vaker werd gegeven in protestante kringen.
Er bestaat tevens een rooms-katholieke heilige met deze naam, de heilige Elisabeth van Hongarije (ook Elisabeth van Thueringen genoemd), waarschijnlijk is de Sint-Elisabethsvloed naar deze heilige genoemd.
Afleidingen van Elisabeth zijn Betje, Betsie, Bettie, Bettina, Betty, Bep, Beppie, Elice, Elico (spreek uit als "Elitso"), Elisa, Elise, Elies, Eliso, Eliŝo, Ella, Elles, Ellis, Elly, Ellie, Els, Elsa, Elsbeth, Elske, Erzsébet (Hongaars). Ilse, Lies, Liesbet, Liesbeth, Liesl, Lisette, Lisa, Lise, Lizzy.
De namen Isabella, Isabelle, Isabel (onder andere in Spanje) zijn ook afleidingen van Elisabeth. Bij het ontstaan van deze variant heeft de vorm Ilsabeth en de kindertaal een rol gespeeld.

## Bekende naamdraagsters

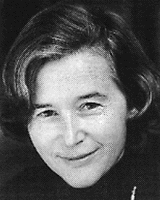
Elisabeth Kopp

- Elisabeth Andreassen (1958), ook bekend als Bettan, Zweeds zangeres
- Elizabeth Arden (1868-1966), Canadees cosmeticaproducente
- Elisabeth Augustin (1903-2001), Duits/Nederlands schrijfster, dichteres en vertaalster
- Elisabeth Báthory (1560-1614), Hongaars gravin, de “Bloedgravin” of “Gravin Dracula”
- Elisabeth Bas (1571-1649), bekend van het portret, geschilderd door Ferdinand Bol, en van het gelijknamige sigarenmerk
- Élisabeth Badinter (1944), Frans feministe en filosofe
- Erzsébet Baerveldt (1968), een Nederlandse kunstenares die zich noemt naar de beruchte Hongaarse "vrouwelijke vampier" gravin Erzsébet Barthory
- Elisabeth Boddaert (1866-1948), Nederlands verpleegkundige en bestuurster
- Elisabeth Eybers (1915-2007), Zuid-Afrikaans dichteres
- Elizabeth George (1949), Amerikaans thrillerschrijfster
- Élisabeth Grousselle (1973), Frans atlete
- Elisabeth Harnois (1979), Amerikaans actrice
- Elizabeth "Liz" Hurley (1965), Brits filmactrice
- Élisabeth Claude Jacquet de la Guerre (1665-1729), Frans componiste
- Elisabeth Kopp (1936-2023), Zwitsers politica
- Elisabeth Kübler-Ross (1926-2004), Zwitsers-Amerikaans arts
- Liesbeth Lagemaat (1962), dichter
- Liesbeth List (1941-2020), Nederlands chansonnière
- Elizabeth Loftus (1944), Amerikaans psychologe
- Elisabeth van Loon (1664-1752), bewoonster van het Trippenhuis in Amsterdam
- Elisabeth Pähtz (1985), Duits schaakster
- Elizabeth St Michel, echtgenote van Samuel Pepys
- Elisabeth Schwarzkopf (1915-2006), Duits sopraanzangeres
- Elisabeth Shue (1963), Amerikaans filmactrice
- Elizabeth Taylor (1932-2011), Brits-Amerikaans filmactrice
- Elisabeth Willeboordse (1978), Nederlands judoka
- Elizabeth ("Betje") Wolff-Bekker (1738-1804), Nederlands schrijfster
- Elisabeth Zernike (1891-1982), Nederlands schrijfster

## Europese adel

### Duitse landen
- Elisabeth Ludovika van Beieren

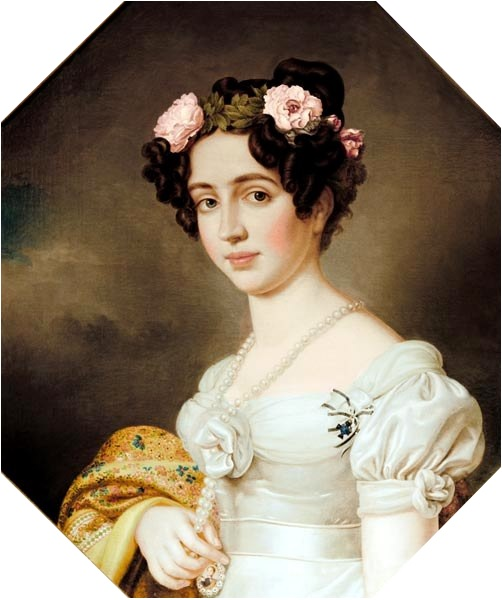
Elisabeth Ludovika van Beieren

- Elisabeth (Sisi) (1837-1898), keizerin van Oostenrijk, koningin van Hongarije
- Elisabeth Marie van Oostenrijk; kleindochter van Sisi
- Elisabeth Francisca Maria van Oostenrijk
- Elisabeth van Hessen-Darmstadt
- Elisabeth Albertine van Anhalt-Dessau
- Elisabetta Farnese (1692-1766), koningin van Spanje en prinses van Parma
- Elisabeth van Saksen-Weimar-Eisenach
- Elisabeth in Beieren (1876-1965), koningin der Belgen
- Elisabeth van Leuchtenberg
- Elisabeth Christine van Brunswijk-Bevern
- Elise zu Hohenlohe-Langenburg
- Elisabeth zu Wied, koningin van Roemenië
- Elisabeth Alexandrine van Württemberg
- Elisabeth van Thüringen, heilige
- Elisabeth von Brunswijk-Lüneburg
- Elisabeth van Nassau-Siegen
- Elisabeth von der Recke
- Elisabeth van Rusland
- Elisabeth van Valois (1545-1568), koningin van Spanje, hertogin-gemalin van Luxemburg en Brabant en gravin van Vlaanderen

### Anderevorstenhuizen
- Elisabeth van België
- Elisabeth in Beieren
- Elisabeth van Rusland
- Elisabeth Mavrikievna Romanova
- Elisabeth van Görlitz
- Elisabeth van Joegoslavië

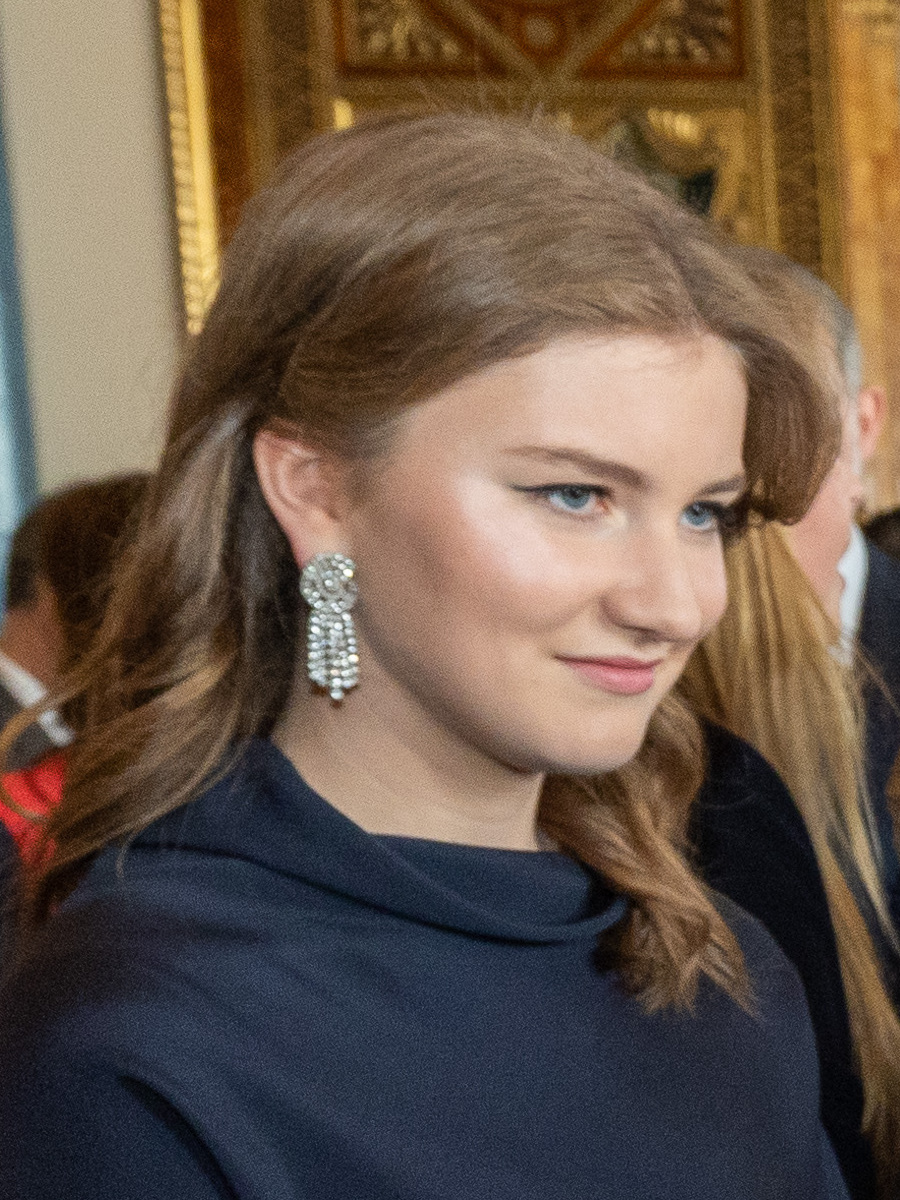
Elisabeth van België

- Elizabeth I (1533-1603), dochter van Hendrik VIII van Engeland en koningin van Engeland
- Elizabeth Stuart
- Elizabeth Tudor (1492-1495), dochter van Hendrik VII van Engeland
- Elizabeth van York
- Elizabeth Bowes-Lyon (1900-2002), de koningin-moeder van de huidige Britse koningin
- Elizabeth II (1926-2022), Britse koningin
- Elisabeth van Griekenland en Denemarken
- Elisabeth van Oranje-Nassau (1630-1630)
- Elisabeth van Nassau (1577-1642)
- Elisabeth van de Palts
- Elisabetta Rosboch von Wolkenstein; aartshertogin van Oostenrijk, gehuwd prins Amedeo van België
- Elisabeth, gravin d'Udekem d'Acoz, markiezin Pallavicini; zus van prinses Mathilde
- Elisa Bonaparte
- Elisabeth van Hongarije, heilige
- Elisabeth van Portugal, heilige